# Priorado de São Pedro e São Paulo
O Priorado de São Pedro e São Paulo foi um priorado agostiniano em Ipswich Suffolk, na Inglaterra. Em 1130, o priorado ocupou um terreno de seis acres ao norte e a leste da Igreja de São Pedro, Ipswich. Aqui, os cónegos seculares veneravam na capela-mor enquanto os paroquianos eram acomodados na nave.